# Silver Cross
Компания Silver Cross — британская компания, занимающаяся производством колясок и других товаров для детей. Компания была основана в 1877 году в городе Лидс  как семейный бизнес.

## История
1877 год: В Лидсе инженером и изобретателем Уильямом Уилсоном основана компания Silver Cross. Изобретенный им двусторонний складывающийся капюшон и система подвески стали основой для новых колясок.
1897 год: Уильям Уилсон строит фабрику на Уайт Хаус Стрит.
1900-е годы: Уильям Уилсон работает над различными видами конструкций коляски, зарегистрировав более 30 патентов.
1910-е годы: Вскоре после получения Королевского заказа, в возрасте 58 лет Уильям Уилсон умирает. и право собственности переходит к его 3 сыновьям: Джеймсу, Ирвину и Альфреду.
1920-1930-е годы: Братья Уилсон поставляют детскую коляску Silver Cross Георгу VI и Королеве Елизавете. К 1936 компания Silver Cross расширяется и открывает фабрику в Гайзли, северо-западном пригороде Лидса.
1940-1950-е годы: Silver Cross разрабатывает новые техники производства колясок. Вместо фанеры для корпусов используется алюминий. Модернизируются производственные линии фабрики Silver Cross Works. Продолжается сотрудничество с королевской семьей – Елизавета II выбирает коляску Silver Cross для Принца Чарльза в 1948 году. В 1951 Silver Cross запускает новую серию колясок с узнаваемой формой — прародителя модели Balmoral. Постеры того времени изображают коляски Silver Cross вместе с автомобилями Rolls Royce, что приводит к появлению неофициального названия «Rolls Royce мира колясок».
1960-1970-е годы: Внедрение технологии хромирования на заводе в 1964 году и расширение ассортимента. В линейке продукции появляются детские стульчики и мебель.
1977 год: Silver Cross исполняется 100 лет. Компания дарит коляску дочери королевы Елизаветы II Принцессе Анне для ее первого ребенка, Питера Филлипса.
1980-1990-е: Silver Cross запускает в продажу прогулочную коляску Wayfarer — легкую модель с большой встроенной корзиной для покупок под сиденьем.
2000-е годы: В 2002 году компанию Silver Cross купил Алан Халсолл, представивший инвестиционный план по развитию бренда. Он заплатил 500 тысяч фунтов стерлингов за бренд. На тот момент компания находилась под конкурсным управлением.  Началось возрождение компании. Появляются такие коляски, как Sleepover, Freeway, 3D , Pop. Также начинает выпускать автомобильные кресла для детей.
2010-е годы: В линейке продукции Silver Cross появилась детская мебель, а также постельные принадлежности, игрушки и подарки. Компания Silver Cross открывает офисы в Гонконге и Шанхае.
2014 год: Silver Cross приходит в США и запускает для этого сайт Silver Cross US.
2015 год: В июле 2015 года компания Silver Cross приобретена китайской инвестиционной группой Fosun Group (Fosun International Limited).

## Модельный ряд
- Традиционные – коляска с дизайном в стиле 40-50-х годов 20 века, адаптированным под современные требования.
- 2 в 1 – универсальные модели, в которых люльку можно заменять на прогулочный блок, благодаря чему их можно использовать не только для новорожденного, но и для ребенка постарше, уже умеющего сидеть. В некоторых моделях 2 в 1 от Silver Cross можно возить как одного, так и сразу двух или трех детей, например, в Silver Cross Coast.
- Трансформеры – у этих моделей Silver Cross прогулочный блок не заменяется на люльку, а трансформируется в нее.
- Прогулочные коляски - исключительно для детей, уже умеющих сидеть.
- Трости – разновидность прогулочной коляски, от которой отличается более легким весом, максимально компактным механизмом складывания и двойной (а не сплошной) «рогатой» ручкой. За счет компактности такие модели в первую очередь предназначены для путешествий.

## Современная продукция
Современные[когда?] коллекции для путешествий включают универсальные коляски 3-в-1. Они могут трансформироваться из коляски-люльки в прогулочную или переноску для путешествий (с автокреслом).

## Сопутствующие товары
В дополнение к универсальным коляскам Silver Cross также выпускает автокресла для младенцев, коляски-трости, коляски-трансформеры, коллекции детской мебели, постельные принадлежности, элементы декора, а также игрушки и подарки, включая плюшевых мишек и кукол.

## Специальные разработки
В 2013 году Silver Cross заключила соглашение с Aston Martin касательно производства специальной версии коляски Surf, которая является частью коллекции для путешествий. Surf Aston Martin Edition была создана с особенностями, характерными для спортивных автомобилей Aston Martin: литые диски, замшевые сиденья и кожаная ручка из алькантары. Всего в мире было выпущено 800 штук, стоимостью 2 000 фунтов стерлингов.

## Связь с королевской семьей
Коляски Silver Cross традиционно использует королевская семья Великобритании. Первыми представителями правящей династии, получившими коляску от Silver Cross, стали король Георг VI и его супруга «королева-мать» Елизавета Боуз-Лайон. Коляской Silver Cross пользовалась их дочь – королева Елизавета II. Также коляской Silver Cross пользуется жена принца Уильяма, герцогиня Кейт Миддлтон.

## Селебрити, которые предпочитали Silver Cross
Коляски этой марки использовали: Виктория Бэкхем, Брук Шилдс, Штеффи Граф, Кэтрин Зета-Джонс, Сара Джессика Паркер.